# TKN
TKN (ex-Тонкая Красная Нить, inglés Thin Red Line) es una banda de metal ucraniana formada en 2005 en la ciudad de Jarkov.

## Historia
El grupo se formó en otoño de 2005. Desde ese momento, la composición del grupo cambió repetidamente hasta julio de 2008, cuando cesó el reemplazo constante del baterista. Fue Anton Kubrak, quien tocó junto con el guitarrista de Thin Red Thread Vyacheslav Brovko en la banda de Jarkov 7th Sky. Experimentando con la música y sin limitarla a ningún estilo en particular, en enero de 2008 el grupo grabó su primer álbum EP "106". El próximo viaje al estudio tuvo lugar en agosto para grabar el sencillo "Funk". Con la llegada del otoño, aumenta el número de conciertos del grupo. El grupo realiza giras grandes y exitosas en Rusia y la CEI.
En enero de 2009, TonkayaKrasnaya Thread comenzó a grabar su primer álbum de larga duración, cuyo trabajo se completa solo después de 9 meses. El 29 de septiembre es la fecha del lanzamiento en línea del álbum titulado "Soundtrack of My Life". En los discos, el álbum debut del equipo fue lanzado por el sello "InshaMusika" con la ayuda de la compañía "Moon Records".
En agosto de 2010, el grupo lanzó un sencillo en vivo, "Live At Rock Generation Fest", que consta de 3 canciones nuevas para el oyente grabadas el 1 de agosto de 2010 durante una actuación en Berdyansk en el Rock Generation Fest.
2011 en la historia del grupo estuvo marcado por la grabación de nuevo material para el segundo álbum de estudio. Primero, en septiembre, se presentó el sencillo de Internet "True or False", que también incluía un nuevo video para la canción del mismo nombre, y dos meses después, el 11 de noviembre, el grupo subió el segundo álbum, "Second Self", que se presentó en un recital en Járkov nativo el 20 de noviembre.
En la primavera de 2013, debido a diferencias creativas, Evgeny Tyutyunnik anuncia su renuncia al grupo. 19/05/2013 en Dnepropetrovsk se celebró el último concierto con su participación.
En mayo de 2015, la banda anuncia el nombre del nuevo vocalista. Se convierte en Olya Verbetskaya. Sin embargo, el nombre del grupo cambia a TKN.
14 de marzo de 2016 TKN anuncia la renuncia del grupo de Olya Verbetskaya.

## Discografía

### Álbumes de estudio
2009 — «Саундтрек Моей Жизни»
1. Интро

2. Отпуская Боль

3. Седьмое Небо	

4. Чужой

5. Обжигающий Холод

6. Закрываю Глаза

7. Крики

8. Осень

9. Прости

10. Одиночество

2011 — «Второе Я»
1. Пролог

2. Добро Пожаловать

3. Дорога Домой

4. Часть 2

5. В Наших Руках

6. Правда Или Ложь

7. Часть 3

8. Танцы Теней

9. Этой Ночью

10. В Темноте

11. Время (feat. Сергей Бабкин)

12. Бездна

13. Хватит Бояться

14. Эпилог

15. Сотни Дорог

### Miniálbumes (EP)
2008 — «106»

1. Прости

2. Осень

3. Тонкая Красная Нить

4.	Без Тебя

5.	Осколки

6.Без Тебя (accoustic)

### Álbumes en vivo
2010 — «Live At Rock Generation Fest»

1.	«В Темноте (Live At Rock Generation Fest)»	03:33

2.	«Танцы Теней (Live At Rock Generation Fest)»	03:36

3.	«Сотни Дорог (Live At Rock Generation Fest)»	

### Singles
2008 — «Фанк»

1. «Так Быстро»	03:01

2. «Без Тебя (NOD Project remix)»	03:55
2011 — «Правда Или Ложь»

1.	«Правда Или Ложь»	04:21

2.	«Truth or Lies»	04:21
2015 — «Не Отступай»

1.	«Не Отстkупай»	03:05

## Videoclips
- «Седьмое небо» (2010)
- «Обжигающий холод» (2010)
- «Правда или ложь» (2011)
- «В наших руках» (2012)
- «Не отступай» (2015)

## Covers
Lista de portadas interpretadas por una banda:
- “Wake Up” (“Three Days Grace” - “Wake Up”)
- “Quiet World” (“12 Stones” - “Crash”)
- “For What” (“Three Days Grace” - “I Hate Everything About You”)
- “Hero Asphalt”(“ Aria ”-“ Asphalt Hero ”)
- Arrow (“ 5'nizza ”-“ Arrow ”)
- It's Just Rain (“NeoNate ”-“ It's Just Rain”)

- Datos: Q4460522